# Nowa Dąbrowa (powiat wolsztyński)
Nowa Dąbrowa – wieś w Polsce położona w województwie wielkopolskim, w powiecie wolsztyńskim, w gminie Wolsztyn.
W latach 1975–1998 miejscowość należała administracyjnie do województwa zielonogórskiego.